# Filmografia lui Billy Wilder
Aceasta este o listă cronologică a filmelor la  care Billy Wilder a lucrat ca regizor, scenarist și/sau producător. 

## Doar ca scenarist

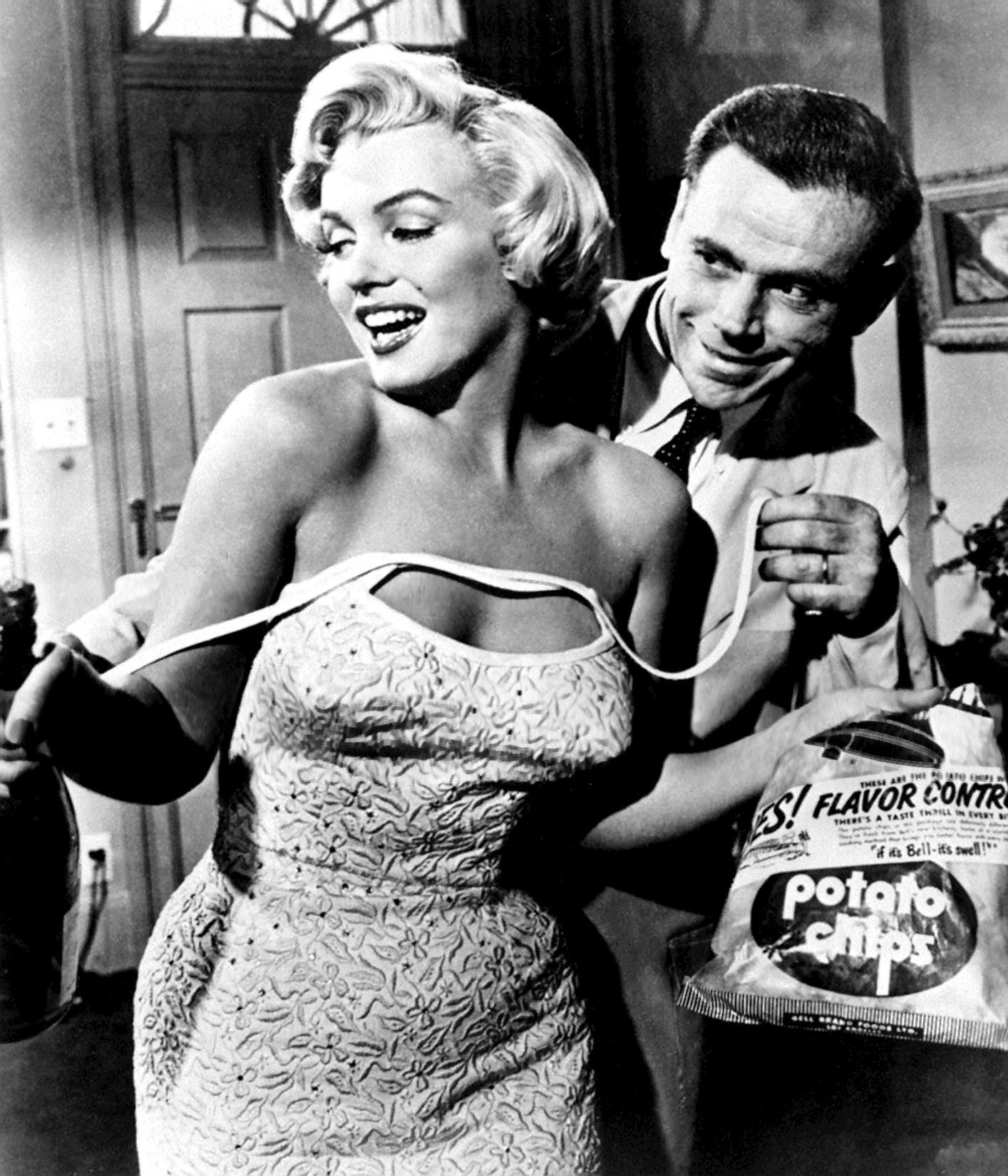
Marilyn Monroe în Șapte ani de căsnicie

| An   | Film                                                                  | Ca                     |
| ---- | --------------------------------------------------------------------- | ---------------------- |
| 1929 | Der Teufelsreporter (cunoscut și ca Hell of a Reporter)               | Scenarist              |
| 1930 | Menschen am Sonntag (cunoscut și ca People on Sunday)                 | Scenarist              |
| 1930 | A Student's Song of Heidelberg                                        | Scenarist              |
| 1931 | The Man in Search of His Murderer                                     | Scenarist              |
| 1931 | Ihre Hoheit befiehlt (cunoscut și ca Her Grace Commands)              | Scenarist              |
| 1931 | The Wrong Husband                                                     | Scenarist              |
| 1931 | Ihre Hoheit befiehlt                                                  | Scenarist              |
| 1931 | Princesse, à vos ordres!                                              | Scenarist              |
| 1931 | Emil und die Detektive (cunoscut și ca Emil și detectivii)            | Scenarist              |
| 1932 | Un peu d'amour                                                        | Scenarist              |
| 1932 | Happily Ever After                                                    | Scenarist              |
| 1932 | The Victor (cunoscut și ca Der Sieger)                                | Scenarist              |
| 1932 | Once There Was a Waltz (cunoscut și ca Es war einmal ein Walzer)      | Scenarist              |
| 1932 | Ein blonder Traum (cunoscut și ca A Blonde's Dream)                   | Scenarist              |
| 1932 | Scampolo                                                              | Scenarist              |
| 1932 | Das Blaue von Himmel                                                  | Scenarist              |
| 1933 | Was Frauen träumen (cunoscut și ca What Women Dream)                  | Scenarist              |
| 1933 | Madame wünscht keine Kinder (cunoscut și ca Madame Wants No Children) | Scenarist              |
| 1933 | Madame ne veut pas d'enfants (cunoscut și ca No Children Wanted)      | Scenarist              |
| 1933 | Adorable                                                              | Scenarist              |
| 1934 | One Exciting Adventure                                                | Scenarist              |
| 1934 | Music in the Air                                                      | Scenarist              |
| 1935 | Under Pressure                                                        | Scenarist              |
| 1935 | The Lottery Lover                                                     | Scenarist              |
| 1937 | Champagne Waltz                                                       | Scenarist              |
| 1938 | Bluebeard's Eighth Wife                                               | Scenarist              |
| 1938 | That Certain Age                                                      | Scenarist              |
| 1939 | Midnight                                                              | Scenarist              |
| 1939 | What a Life                                                           | Scenarist              |
| 1939 | Ninotchka                                                             | Scenarist              |
| 1940 | Rhythm on the River                                                   | Scenarist              |
| 1940 | Arise, My Love                                                        | Scenarist              |
| 1941 | Hold Back the Dawn                                                    | Scenarist              |
| 1941 | Ball of Fire                                                          | Scenarist              |
| 1947 | The Bishop's Wife                                                     | Scenarist (uncredited) |
| 1948 | A Song Is Born                                                        | Scenarist              |
| 1960 | Ocean's Eleven                                                        | Scenarist (uncredited) |
| 1967 | Casino Royale                                                         | Scenarist (uncredited) |

## Regizor
| An   | Film                                      | Ca                           |
| ---- | ----------------------------------------- | ---------------------------- |
| 1934 | Mauvaise Graine (cunoscut și ca Bad Seed) | Regizor/Scenarist            |
| 1942 | The Major and the Minor                   | Regizor/Scenarist            |
| 1943 | Cinci morminte până la Cairo              | Regizor/Scenarist            |
| 1944 | Asigurare de moarte                       | Regizor/Scenarist            |
| 1945 | Un weekend pierdut                        | Regizor/Scenarist            |
| 1945 | Death Mills                               | Regizor                      |
| 1948 | The Emperor Waltz                         | Regizor/Scenarist            |
| 1948 | A Foreign Affair                          | Regizor/Scenarist            |
| 1950 | Bulevardul amurgului                      | Regizor/Scenarist            |
| 1951 | Marele carnaval                           | Regizor/Scenarist/Producător |
| 1953 | Stalag 17                                 | Regizor/Scenarist/Producător |
| 1954 | Sabrina                                   | Regizor/Scenarist/Producător |
| 1955 | Șapte ani de căsnicie                     | Regizor/Scenarist/Producător |
| 1957 | The Spirit of St. Louis                   | Regizor/Scenarist            |
| 1957 | Love in the Afternoon                     | Regizor/Scenarist/Producător |
| 1957 | Martorul acuzării                         | Regizor/Scenarist            |
| 1959 | Unora le place jazul                      | Regizor/Scenarist/Producător |
| 1960 | Apartamentul                              | Regizor/Scenarist/Producător |
| 1961 | One, Two, Three                           | Regizor/Scenarist/Producător |
| 1963 | Irma la Douce                             | Regizor/Scenarist/Producător |
| 1964 | Kiss Me, Stupid                           | Regizor/Scenarist/Producător |
| 1966 | The Fortune Cookie                        | Regizor/Scenarist/Producător |
| 1970 | Viața particulară a lui Sherlock Holmes   | Regizor/Scenarist/Producător |
| 1972 | Avanti!                                   | Regizor/Scenarist/Producător |
| 1974 | The Front Page                            | Regizor/Scenarist            |
| 1978 | Fedora                                    | Regizor/Scenarist/Producător |
| 1981 | Prietenii                                 | Regizor/Scenarist            |